# Procambarus
Genre
Procambarus est un genre d'écrevisses de la famille des Cambaridae, toutes natives de l'Amérique du Nord jusqu'à l'Amérique Centrale. Il inclut un certain nombre d'espèces cavernicoles et des formes parthénogénétiques. Décrit à l'origine comme un sous-genre de quatre espèces, il renferme à ce jour 160 espèces réparties en 16 sous-genres.

## Liste des sous-genres
- Procambarus (Acucauda) Hobbs, 1972
- Procambarus (Austrocambarus) Hobbs, 1972
- Procambarus (Capillicambarus) Hobbs, 1972
- Procambarus (Girardiella) Lyle, 1938
- Procambarus (Hagenides) Hobbs, 1972
- Procambarus (Leconticambarus) Hobbs, 1972
- Procambarus (Lonnbergius) Hobbs, 1972
- Procambarus (Mexicambarus) Hobbs, 1972
- Procambarus (Ortmannicus) Fowler, 1912
- Procambarus (Paracambarus) Ortmann, 1906
- Procambarus (Pennides) Hobbs, 1972
- Procambarus (Procambarus) Ortmann, 1905
- Procambarus (Remoticambarus) Hobbs, 1972
- Procambarus (Scapulicambarus) Hobbs, 1972
- Procambarus (Tenuicambarus) Hobbs, 1972
- Procambarus (Villalobosus) Hobbs, 1972
- Procambarus (Dofusobius) Hobbs 1973